# Limenitis suberrima
Limenitis suberrima är en fjärilsart som beskrevs av Schultze. Limenitis suberrima ingår i släktet Limenitis och familjen praktfjärilar. Inga underarter finns listade i Catalogue of Life.